# Course de côte de Falperra

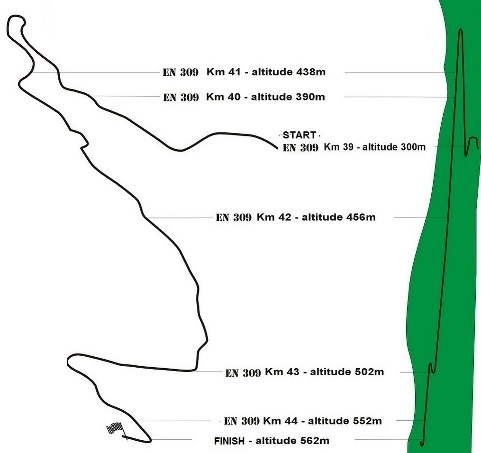
Le parcours de la rampe.

La Rampa da Falperra (exactement Rampa Internacional da Falperra) est une compétition automobile portugaise, toujours disputée à la mi-mai, près de Braga. Elle est organisée par le Clube Automóvel do Minho (le CAM) depuis 1976, au nord du pays, en Braga.

## Histoire
Une simple association locale, la Comissão Braga, est à l'origine de la première course.
La côte, qui emprunte la route nationale 309, démarre à 300 mètres d'altitude pour se terminer à 562 mètres, au bout de 5.2 kilomètres, et ce depuis 1976. Le dénivelé est de 272 mètres, avec une pente moyenne de 5% et un tronçon à 9%.
Elle devient une épreuve internationale en 1978, étant alors incluse dans le Championnat d'Europe de la montagne à chaque organisation, hormis l'année de sa reprise en 2010, après huit ans d'absence pour causes sécuritaires. Elle est aussi bien intégrée au championnat de la montagne espagnol que portugais, pays où elle est l'une des épreuves automobiles les plus populaires, rassemblant chaque année des milliers de spectateurs (jusqu'à 200 000), pour une moyenne de 250 engagés, tant en voitures de tourisme ou de sport que de sport-prototypes ou de monoplaces.
L'italien Simone Faggioli détient le record de six victoires  mais l’Italien Christian Merli détient le record de l’ascension en 1min 46.944s (Osella FA 30) établi dans 2019.
En 2013, l'épreuve manque encore d'être annulée pour cause de sécurité, mais sous la pression des supporters (organisés en association), la municipalité de Braga effectue les travaux nécessaires à temps.
En 2014, l'épreuve dispute sa trente-cinquième édition, et est aussi intégrée au Campeonato Nacional de Velocidade par la Federação Portuguesa de Automobilismo e Karting.

## Palmarès

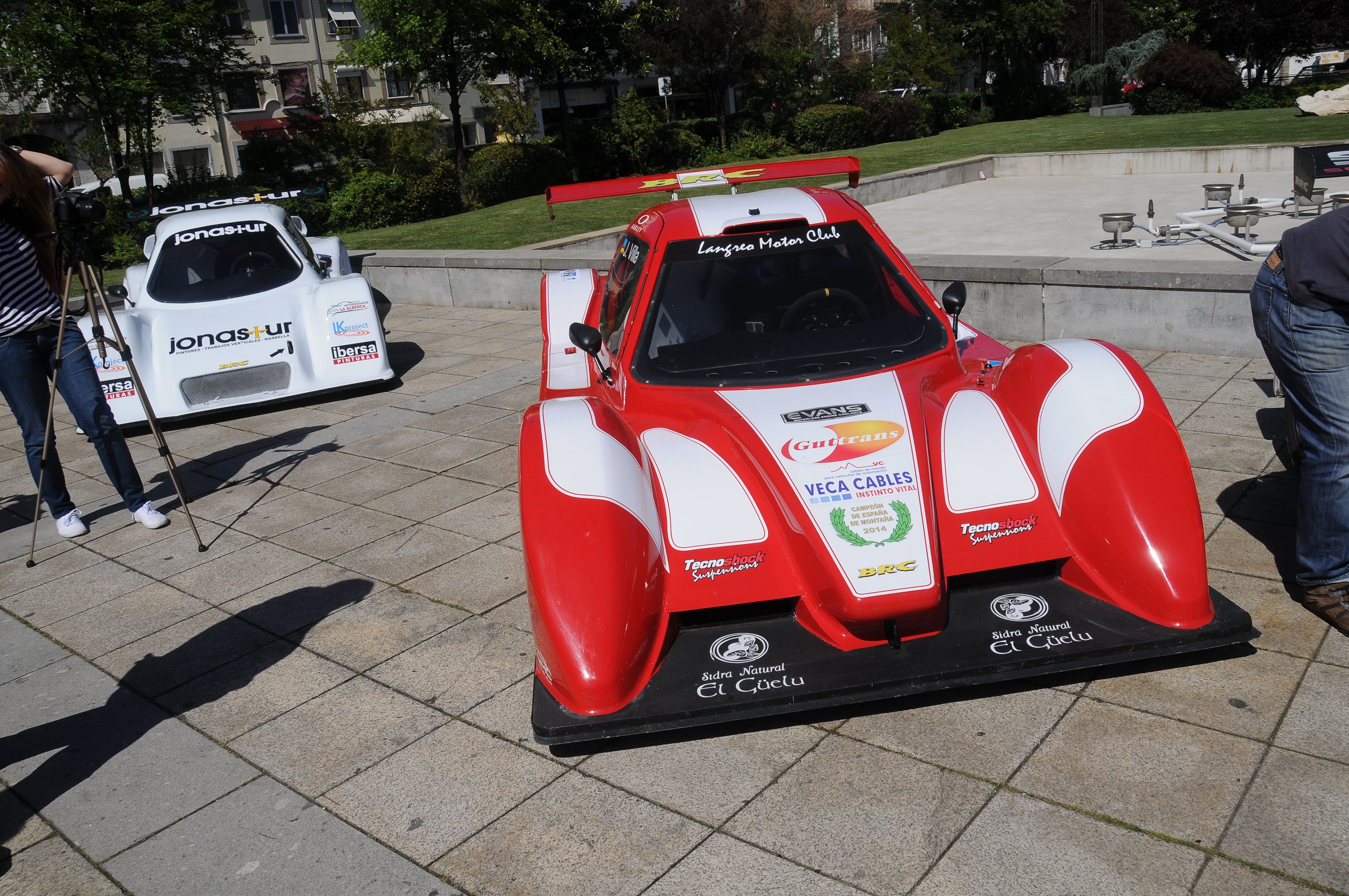
Véhicule du champion d'Espagne 2014 de la montagne (en 2015).

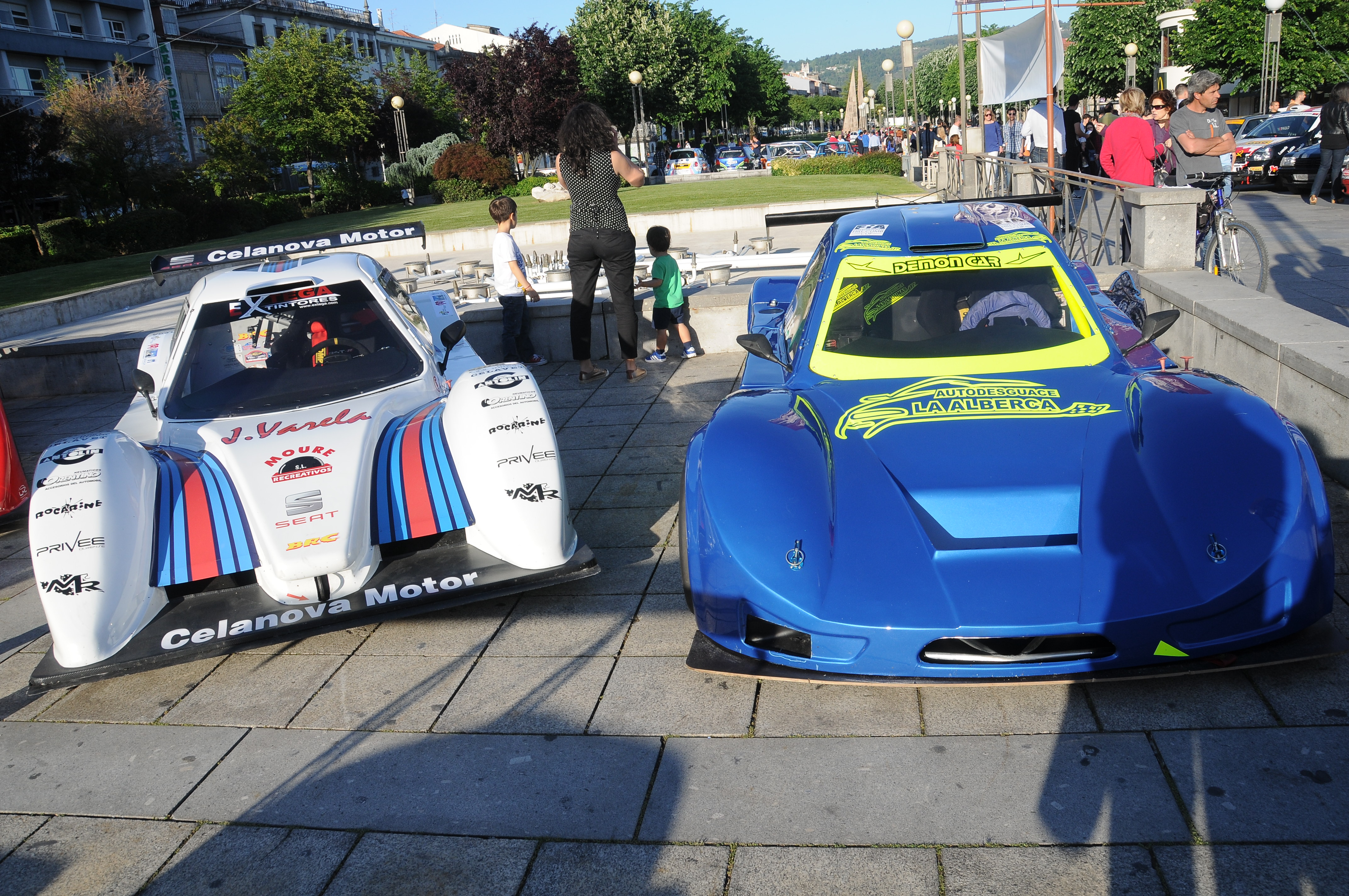
Autres Prototypes de l'édition 2015.

(International à partir de 1978)
| (Organisée par l'Automóvel Clube de Portugal en 1931, 50 et 51) | (Organisée par l'Automóvel Clube de Portugal en 1931, 50 et 51) | (Organisée par l'Automóvel Clube de Portugal en 1931, 50 et 51) |
| Année                                                           | Pilote                                                          | Voiture                                                         |
| --------------------------------------------------------------- | --------------------------------------------------------------- | --------------------------------------------------------------- |
| 1927                                                            | Alfredo Marinho Júnior                                          | ?                                                               |
| 1931                                                            | Alfredo Marinho Júnior                                          | ?                                                               |
| 1950                                                            | José Cabral                                                     | Allard                                                          |
| 1951                                                            | Comte de Monta Real                                             | Ford                                                            |
| 1960                                                            | José Lampreia                                                   | Triumph                                                         |
| Organisée par le Cube Automóvel do Minho                        |                                                                 |                                                                 |
| Année                                                           | Pilote                                                          | Voiture                                                         |
| 1976                                                            | Clemente Ribeiro                                                | Opel                                                            |
| 1977                                                            | Mário Silva                                                     | Ford                                                            |
| 1978                                                            | António Barros                                                  | Opel                                                            |
| 1979                                                            | Alberto González                                                | SEAT                                                            |
| 1980                                                            | António Barros                                                  | Porsche                                                         |
| 1981                                                            | Joaquim Moutinho                                                | Porsche                                                         |
| 1982                                                            | Alberto González                                                | SEAT                                                            |
| 1983                                                            | Alberto González                                                | SEAT                                                            |
| 1984                                                            | Mário Silva                                                     | BMW M1                                                          |
| 1984                                                            | António Rodrigues                                               | Lancia 037                                                      |
| 1985                                                            | Mauro Nesti                                                     | Osella-BMW                                                      |
| 1986                                                            | Mauro Nesti                                                     | Osella-BMW                                                      |
| 1987                                                            | Mauro Nesti                                                     | Osella C                                                        |
| 1988                                                            | Mauro Nesti                                                     | Osella C                                                        |
| 1989                                                            | Andrés Vilariño                                                 | Lola T298                                                       |
| 1990                                                            | Andrés Vilariño                                                 | Lola T298-Repsol                                                |
| 1991                                                            | Andrés Vilariño                                                 | Lola T298-BMW                                                   |
| 1992                                                            | Andrés Vilariño                                                 | Lola T298-BMW                                                   |
| 1993                                                            | Rudgier Faustman                                                | Faust-BMW                                                       |
| 1994                                                            | Francisco Egózcue                                               | Osella PA9                                                      |
| 1995                                                            | Rudgier Faustman                                                | Faust-BMW                                                       |
| 1996                                                            | Fabio Danti                                                     | Osella-BMW                                                      |
| 1997                                                            | Rudgier Faustman                                                | Remus Faust-Opel                                                |
| 1998                                                            | Pasquale Irlando                                                | Osella PA20                                                     |
| 1999                                                            | Franz Tschager                                                  | Lucchini-BMW                                                    |
| 2000                                                            | Franz Tschager                                                  | Osella-BMW                                                      |
| 2001                                                            | Franz Tschager                                                  | Osella-BMW                                                      |
| 2002 à 2009 : épreuve non disputée                              |                                                                 |                                                                 |
| 2010                                                            | Andrés Vilariño                                                 | Norma M20                                                       |
| 2011                                                            | Fausto Bormolini                                                | Reynard K02                                                     |
| 2012                                                            | Simone Faggioli                                                 | Osella FA 30                                                    |
| 2013                                                            | Simone Faggioli                                                 | Osella FA 30                                                    |
| 2014                                                            | Simone Faggioli                                                 | Norma M20 FC                                                    |
| 2015                                                            | Simone Faggioli                                                 | Norma M20 FC                                                    |
| 2016                                                            | Pedro Salvador                                                  | Norma M20 FC                                                    |
| 2017                                                            | Simone Faggioli                                                 | Norma M20 FC                                                    |
| 2018                                                            | Simone Faggioli                                                 | Norma M20 FC                                                    |
| 2019                                                            | Christian Merli                                                 | Osella FA 30                                                    |
| 2021                                                            | Christian Merli                                                 | Osella FA 30                                                    |
| 2022                                                            | Christian Merli                                                 | Osella FA 30                                                    |
| 2023                                                            | Christian Merli                                                 | Osella FA 30                                                    |
| 2024                                                            | Christian Merli                                                 | Osella FA 30                                                    |

## Autre épreuve notable du championnat portugais de la montagne
- Rampa da Serra da Estrela (comptant pour le championnat d'Europe de 1976 à 1983, et de 2002 à 2010).